# Peter Martinez
Peter Eden Martinez – belizeński polityk, członek Zjednoczonej Partii Demokratycznej, poseł z okręgu Toledo East i minister ds. rozwoju, przemian społecznych i zmniejszenia ubóstwa w latach 2008-2012.

## Życiorys
Związał się ze Zjednoczoną Partią Demokratyczną i z jej ramienia kandydował do parlamentu.
7 lutego 2008 wygrał wybory parlamentarne w okręgu Toledo East zdobywając 2405 głosów. Został członkiem Izby Reprezentantów, po pokonaniu Michaela Josepha Espata z PUP stosunkiem głosów:54,5% do 37,16%.
14 lutego premier Dean Barrow powołał go do swojego rządu na stanowisko ministra ds. rozwoju, przemian społecznych i zmniejszenia ubóstwa.
W kolejnych wyborach 7 marca 2012 Peter Martinez bez powodzenia ubiegał się o reelekcję w okręgu Toledo East, w którym przegrał z politykiem PUP: Michaelem Josephem Espatem, stosunkiem głosów: 42,96% do 49,99%).